# Fireball (PERSONZのアルバム)
『fireball』（ファイヤーボール）は、日本のロックバンド、PERSONZの15枚目のオリジナルアルバムである。16枚目のオリジナルアルバム『mirrorball』と同時リリース。

## 概要
バンド結成20周年を記念して4タイトル（CD2タイトル、DVD2タイトル）同時発売された作品のうちの1作である。CDはロックサイドとポップサイドに分かれたアルバム2タイトルが発売されたが、本作はロックサイドである。Modern Boogie、Generator、Future Starがver.2004としてセルフカバーされている。本田毅のクレジット表記は「feauring Takeshi Honda(Guitar)」。CCCD。

## 収録曲
1. Modern Boogie -ver.2004-
　（作詞：JILL / 作曲：渡邉貢）
2. Fireball
　（作詞：JILL / 作曲：渡邉貢）
3. Generator -ver.2004-
　（作詞：JILL / 作曲：渡邉貢）
4. 誰がために鐘はなる
　（作詞：JILL / 作曲：藤田勉）
5. Meet Somewhere
　（作詞：JILL / 作曲：渡邉貢）
6. Christy
　（作詞：JILL / 作曲：JILL）
7. Because That's Love
　（作詞：JILL / 作曲：本田毅）
8. Future Star -ver.2004-
　（作詞：JILL / 作曲：渡邉貢）

## 品番
- CD: TOCT-25312